# Anthidiellum ruficeps
Anthidiellum ruficeps là một loài Hymenoptera trong họ Megachilidae. Loài này được Friese mô tả khoa học năm 1914.
Loài này phân bố ở Zimbabwe.